# Prinzzess
Prinzzess, née le 6 février 1985 en Floride, est une actrice américaine de films pornographiques qui ne tourne que des scènes lesbiennes.

## Biographie
Elle a été nommée Pet of the Month (« la fille la plus jolie du mois ») de la revue Penthouse en octobre 2004.
Elle se produit parfois sous le nom de Felicity Jade, Prinzzess Felicity Jade ou Prinzzess Sahara.
Prinzzess s'identifiait précédemment comme bisexuelle, mais se considère désormais comme « lesbienne à 99 % ».

## Filmographie
Le nom du film est suivi du nom de ses partenaires lors des scènes pornographiques.
- 2004 : Can You Be A Pornstar? 1 & 2 avec Christie Lee, Jessica Jaymes et Mary Kate Ashley
- 2008 : Women Seeking Women 49 avec Tori Black
- 2008 : Traderz
- 2008 : Mother-Daughter Exchange Club 3 avec Magdalene St. Michaels
- 2008 : Malibu Girlfriends
- 2008 : Lesbian Seductions: Older/Younger 22 avec Ray Veness
- 2008 : Howard Stern on Demand (série TV)
- 2008 : Craig'slist Compulsion
- 2009 : Women Seeking Women 50 avec Aiden Starr et Dia Zerva (scène 2)
- 2009 : Women Seeking Women 51 avec Georgia Jones (scène 2) et Dia Zerva (scène 4)
- 2009 : Women Seeking Women 54 avec Sandy
- 2009 : Women Seeking Women 55 avec Janet Alfano
- 2009 : Women Seeking Women 56 avec Alyssa Reece
- 2009 : Pussy Eating Club
- 2009 : Pin-Up Girls 1
- 2009 : Mother-Daughter Exchange Club 5 avec June Summers
- 2009 : Mother-Daughter Exchange Club 8 avec Katja Kassin
- 2009 : Lesbian Triangles 17
- 2009 : Lesbian Triangles 19
- 2009 : Lesbian Legal 1
- 2009 : Lesbian Legal 3
- 2009 : Lesbian Bridal Stories 4
- 2009 : Imperfect Angels 7
- 2009 : Field of Schemes 2
- 2009 : Field of Schemes 4
- 2009 : Field of Schemes 5
- 2009 : Field of Schemes 6
- 2009 : Centerfolds Exposed
- 2009 : Bus Stops 1
- 2009 : Bus Stops 2
- 2009 : Barely Legal 100
- 2010 : Women Seeking Women 61 avec Jana Cova
- 2010 : Women Seeking Women 62 avec Elexis Monroe
- 2010 : Women Seeking Women 65 avec Tanner Mayes
- 2010 : Women Seeking Women 66 avec Lily Cade
- 2010 : Pin-Up Girls 2
- 2010 : Pin-Up Girls 3
- 2010 : Pin-Up Girls 4
- 2010 : Pin-Up Girls 5
- 2010 : Mother-Daughter Exchange Club 12 avec Payton Leigh et Chastity Lynn (scène 3) et Brenda James (scène 4)
- 2010 : Mother-Daughter Exchange Club 13 avec Mellanie Monroe
- 2010 : Mother-Daughter Exchange Club 15 avec Darryl Hanah
- 2010 : Lesbian Seductions: Older/Younger 33 avec Persia Monir
- 2010 : Lesbian PsychoDramas 5
- 2010 : Lesbian Legal 6
- 2010 : Lesbian Legal 7
- 2010 : Lesbian House Hunters 1
- 2010 : Lesbian House Hunters 2
- 2010 : Lesbian House Hunters 5
- 2010 : GirlZtown
- 2010 : Girls Love Girls
- 2010 : Field of Schemes 7
- 2010 : Bus Stops 3
- 2010 : All by Myself 4
- 2011 : Women Seeking Women 71 avec Sophia Sutra
- 2011 : Women Seeking Women 78 avec Missy Martinez
- 2011 : Please Make Me Lesbian
- 2011 : Perfect Fit
- 2011 : Net Skirts 5.0
- 2011 : Net Skirts 6.0
- 2011 : Net Skirts 8.0
- 2011 : Molly's Life 7 avec Molly Cavalli
- 2011 : Lesbian Triangles 20
- 2011 : Lesbian Triangles 21
- 2011 : Lesbian Triangles 22
- 2011 : Lesbian Triangles 23
- 2011 : Lesbian Triangles 24
- 2011 : Lesbian Sex 1
- 2011 : Lesbian Seductions: Older/Younger 37 avec Brenda James
- 2011 : Lesbian PsychoDramas 6
- 2011 : Lesbian House Hunters 6
- 2011 : Girls in White 2011 1
- 2011 : Fashion House 1
- 2011 : Fashion House 2
- 2012 : Women Seeking Women 79 avec Bree Daniels (scène 1) et Angel Dark (scène 3)
- 2012 : Women Seeking Women 81 avec Kirsten Price
- 2012 : Women Seeking Women 84 avec Sally Charles
- 2012 : Please Make Me Lesbian! 7
- 2012 : Please Make Me Lesbian! 8
- 2012 : Pin-Up Girls 7
- 2012 : Mother-Daughter Exchange Club 24 avec Brandi Love
- 2012 : Mother-Daughter Exchange Club 25 avec Brandi Love
- 2012 : Lesbian PsychoDramas 9
- 2012 : Lesbian PsychoDramas 10
- 2012 : Lesbian Sex 7
- 2012 : Lesbian Sex 9
- 2012 : Lesbian Seductions: Older/Younger 41 avec Jodi West
- 2013 : Road Queen 25 avec Adriana Chechik
- 2013 : Newswomen 2
- 2013 : Mother-Daughter Exchange Club 27 avec RayVeness et Jenna J Ross (scène 3)
- 2013 : Mother-Daughter Exchange Club 30 avec Anastasia Pierce
- 2013 : Lesbian Triangles 27
- 2013 : Lesbian Seductions: Older/Younger 44 avec Rain DeGrey
- 2013 : Lesbian Seductions: Older/Younger 45 avec Nicole Moore
- 2013 : Cheer Squad Sleepovers 6 avec Eva Lovia
- 2013 : Cheer Squad Sleepovers 7 avec Sami St. Clair
- 2013 : Women Seeking Women 94 avec Shyla Jennings
- 2013 : Women Seeking Women 96 avec Adriana Sephora
- 2013 : Women Seeking Women 97 avec Allie James
- 2013 : Women Seeking Women 98 avec Jessica Bangkok (scène 1) et Jessa Rhodes (scène 3)
- 2013 : Women Seeking Women 99 avec Chloe Foster (scène 1) et Kendall Karson (scène 4)
- 2013 : Women Seeking Women 100 avec Veruca James (scène 3) et Tori Black (bonus 3)
- 2014 : Women Seeking Women 101 avec Lily Carter
- 2014 : Women Seeking Women 102 avec Brett Rossi
- 2014 : Women Seeking Women 104 avec Alice March
- 2014 : Women Seeking Women 105 avec Shae Snow
- 2014 : Women Seeking Women 107 avec Kimber Day
- 2014 : Women Seeking Women 108 avec Aaliyah Love (scène 1) ; avec Lena Nicole (scène 3)
- 2014 : Women Seeking Women 109 avec Ashlyn Molloy
- 2014 : Women Seeking Women 110 avec Jillian Janson
- 2014 : Women Seeking Women 111 avec Totally Tabitha
- 2014 : Road Queen 29 avec Mellanie Monroe
- 2014 : Mother-Daughter Exchange Club 31 avec Payton Leigh
- 2014 : Cheer Squad Sleepovers 9 avec Dillion Harper
- 2014 : Cheer Squad Sleepovers 11 avec Belle Noire (scène 1) ; avec Riley Reid (scène 2)
- 2015 : Women Seeking Women 113 avec Georgia Jones
- 2015 : Women Seeking Women 114 avec Mercedes Carrera
- 2015 : Women Seeking Women 122 avec Valentina Nappi
- 2015 : Lesbian Seductions Older/Younger 51 avec Misty Rain
- 2015 : Cheer Squad Sleepovers 13 avec Scarlet Red
- 2015 : Cheer Squad Sleepovers 14 avec Aidra Fox (scène 1) ; avec Gwen Stark (scène 3)
- 2016 : Cheer Squad Sleepovers 17 avec Mackenzie Lohan
- 2016 : Lesbian Seductions: Older/Younger 53 avec Jelena Jensen
- 2016 : Lesbian Seductions: Older/Younger 55 avec Zoey Holloway (scène 2) ; avec Megan Sage (scène 4)
- 2016 : Women Seeking Women 126 avec Flower Tucci
- 2016 : Women Seeking Women 128 avec Melanie Rios
- 2016 : Women Seeking Women 130 avec Lana Rhoades
- 2016 : Women Seeking Women 131 avec Nicole Clitman
- 2016 : Cheer Squad Sleepovers 18 avec Trinity St. Clair
- 2016 : Women Seeking Women 133 avec Gina Valentina
- 2016 : Women Seeking Women 134 avec Payton Leigh
- 2017 : Women Seeking Women 142 avec Karlee Grey
- 2017 : Women Seeking Women 144 avec Romi Rain
- 2017 : Women Seeking Women 148 avec Ella Nova
- 2017 : Lesbian Seductions: Older/Younger 60 avec Penelope Reed
- 2018 : Cheer Squad Sleepovers 26 avec Sabina Rouge
- 2018 : Cheer Squad Sleepovers 27 avec Elsa Jean
- 2018 : Women Seeking Women 156 avec Summer Day (scène 2) ; avec Victoria Voxxx (scène 3)
- 2018 : Lesbian Seductions 65 avec Vienna Rose
- 2019 : Lesbian Seductions 66 avec Emma Starletto (scène 2) ; avec Carmen Caliente (scène 3)
- 2019 : Women Seeking Women 162 avec Brooke Beretta
- 2019 : Women Seeking Women 168 avec Angela White

## Récompenses et nominations
- 2011 AVN Award nominee – Best All-Girl Couples Sex Scene – Women Seeking Women 65
- 2011 AVN Award nominee – Best Solo Sex Scene – All by Myself 4
- 2011 NightMoves Award nominee – Best Feature Dancer
- 2012 AVN Award nominee – Best Girl/Girl Sex Scene – Lesbian Sex (partagé avec India Summer)